# Jean-Pierre Colusso
Jean-Pierre Colusso (né le 16 avril 1944 à Carcassonne) est un athlète français, spécialiste du saut à la perche.

## Biographie
Il est sacré champion de France du saut à la perche en 1967 à Colombes, avec la marque de 4,90 m.
Il remporte la médaille de bronze lors des Jeux méditerranéens de 1967, à Tunis, devancé par le Grec Chrístos Papanikoláou et l'Italien Renato Dionisi.
Son record personnel, établi en 1967, est de 5,00 m.